# Israel-Palestina-konflikten – antal dödsoffer
Konflikten mellan araber och judar har ända sedan 1930-talet krävt dödsoffer, framförallt under krigen: 1948 års arabisk-israeliska krig, Suezkrisen, Sexdagarskriget, Libanonkrigen 1970, 1982 och 2006, Oktoberkriget 1973, Gazakriget 2008–2009 och Gazakriget 2014. När det gäller krigen finns exaktare uppgifter om israeliska offer än arabiska. Även under fredligare perioder har våldet ständigt funnits med och skördat offer. För tiden efter starten av den Första intifadan december 1987 har den israeliska organisationen B'Tselem samlat in och publicerat detaljerade uppgifter, inklusive berättelse om varje enskilt offer.

## Efter delningsbeslutet 1947
Krigshandlingar pågick en lång tid före britternas uttåg och utropandet av staten Israel. Under perioden från 30 november 1947 till 3 april 1948 dödades enligt FN 1977 människor.
- Araber: 989
- Judar: 875
- Britter: 121
- Andra: 22

## Under 1948 års krig
Under 1948 års arabisk-israeliska krig dödades
- Israeler: 6373 (cirka 4000 soldater, resten civila [1]
- Araber : 8.000–15.000 enligt olika uppskattningar. [1] [4] Man räknar med ungefär 3000 palestinier, 2000 egyptier, 1000 jordanier, och 1000 syrianer. [5]

## Anfallet på Egypten 1956 (Suezkrisen)
- Britter: 20[1]
- Fransmän: 10 [1]
- Israeler: 231[1]
- Egyptier: Omkring 3000 [1]

## Sexdagarskriget 1967
- Israeler: 776 [1]
- Araber: Omkring 18000 [1]

## Oktoberkriget 1973
- Israeler: 2688 [1]
- Araber: Omkring 19000[1]

## Libanonkriget 1982[6]
- Israeler: 368
- Palestinier: 1500
- Syrier: 1200
- Libaneser: 17825[7]

## Libanonkriget 2006
- Libaneser: 1191[8]
- Israeler: 160[9]

## Första Intifadan
| År    | Palestinier dödade på ockuperat område | Israeler dödade på ockuperat område | Palestinier dödade i Israel | Israeler dödade i Israel ; |
| ----- | -------------------------------------- | ----------------------------------- | --------------------------- | -------------------------- |
| 1987  | 27                                     | 0                                   | 0                           | 0                          |
| 1988  | 354                                    | 13                                  | 6                           | 2                          |
| 1989  | 385                                    | 9                                   | 3                           | 23                         |
| 1990  | 159                                    | 7                                   | 11                          | 15                         |
| 1991  | 124                                    | 8                                   | 7                           | 11                         |
| 1992  | 159                                    | 25                                  | 2                           | 10                         |
| 1993  | 208                                    | 45                                  | 13                          | 16                         |
| 1994  | 168                                    | 23                                  | 8                           | 53                         |
| 1995  | 49                                     | 16                                  | 1                           | 30                         |
| 1996  | 83                                     | 23                                  | 2                           | 60                         |
| 1997  | 27                                     | 4                                   | 1                           | 28                         |
| 1998  | 30                                     | 11                                  | 1                           | 1                          |
| 1999  | 8                                      | 3                                   | 1                           | 1                          |
| 2000  | 14                                     | 2                                   | 4                           | 0                          |
| Total | 1795                                   | 189                                 | 60                          | 250                        |

## Andra intifadan
| Händelse                                         | På ockuperat område | I Israel |
| ------------------------------------------------ | ------------------- | -------- |
| Palestinier dödade av Israels krigsmakt          | 314                 | 0        |
| Palestinier dödade av israeliska civilpersoner   | 5                   | 1        |
| Israeliska civilpersoner dödade av palestinier   | 15                  | 5        |
| Israelisk militär dödade av palestinier          | 5                   | 0        |
| Utländska medborgare dödade av palestinier       | 1                   | 3        |
| Utländska medborgare dödade av Israels krigsmakt | 2                   | 0        |
| Palestinier dödade av palestinier                | 45                  | 0        |
| Palestinier avrättade av Palestinska myndigheten | 0                   | 0        |
| Palestinier avrättade av Hamas styre             | 14                  | 0        |

## Gazakriget2008-2009
Dödade under Gazakriget
| Händelse                                         | På ockuperat område | I Israel |
| ------------------------------------------------ | ------------------- | -------- |
| Palestinier dödade av Israels krigsmakt          | 1397                | 0        |
| Palestinier dödade av israeliska civilpersoner   | 0                   | 0        |
| Israeliska civilpersoner dödade av palestinier   | 0                   | 3        |
| Israeliska militärer dödade av palestinier       | 5                   | 1        |
| Utländska medborgare dödade av palestinier       | 0                   | 0        |
| Utländska medborgare dödade av Israels krigsmakt | 0                   | 0        |
| Palestinier dödade av Palestinier                | 18                  | 0        |
| Palestinier avrättade av Palestinska myndigheten | 0                   | 0        |
| Palestinier avrättade av Hamas styre             | 0                   | 0        |

## Efter Gazakriget 2008–2009
| Händelse                                         | På ockuperat område | I Israel |
| ------------------------------------------------ | ------------------- | -------- |
| Palestinier dödade av Israels krigsmakt          | 314                 | 0        |
| Palestinier dödade av israeliska civilpersoner   | 5                   | 1        |
| Israeliska civilpersoner dödade av palestinier   | 15                  | 5        |
| Israelisk militär dödade av palestinier          | 5                   | 0        |
| Utländska medborgare dödade av palestinier       | 1                   | 3        |
| Utländska medborgare dödade av Israels krigsmakt | 2                   | 0        |
| Palestinier dödade av palestinier                | 45                  | 0        |
| Palestinier avrättade av Palestinska myndigheten | 0                   | 0        |
| Palestinier avrättade av Hamas styre             | 14                  | 0        |

## Gazakriget 2014
Fram till 22 augusti 2014 dödades minst 2042 palestinier (1444 civila, varav 478 barn och 246 kvinnor), två israeliska civila och 64 israeliska soldater. 

## Mellan och efter Gazakrigen
Mellan och efter Gazakrigen dödades under tiden 090119 till 150831 650 palestinier och 55 israeler.
Se även gränsprotesterna på Gazaremsan 2018–2019, då 183 palestinier dog, och 0 eller 1 israeler beroende på källa.